# Joaquín Torres García

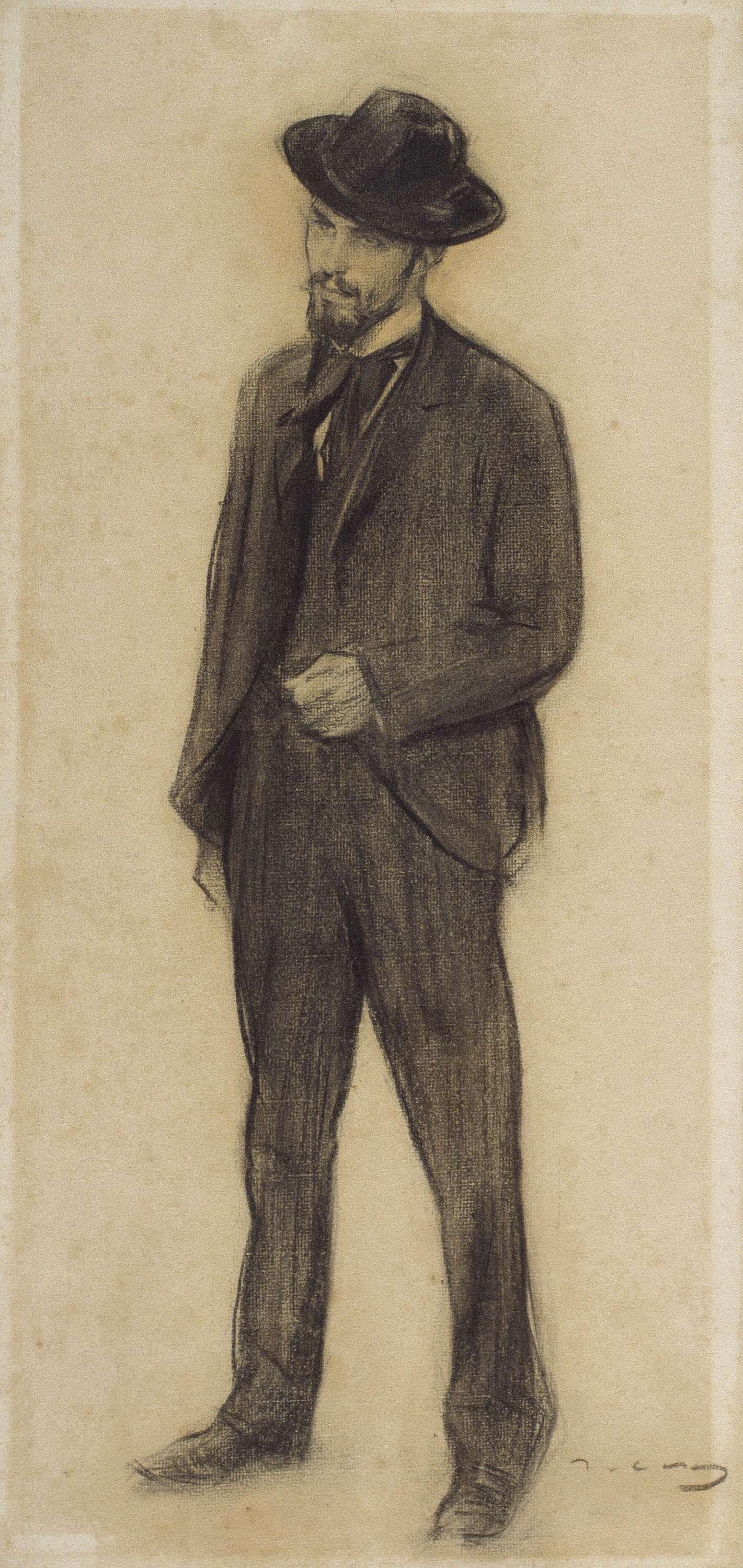
Joaquín Torres García, portret autorstwa Ramona Casasa

Joaquín Torres García (ur. 28 lipca 1874 w Montevideo, zm. 8 sierpnia 1949 tamże) – urugwajski artysta malarz.

## Wystawy
- 1921 Withney Studio Club, Nowy Jork
- 1933 Museo de Arte Moderno, Madryt
- następne wystawy odbyły się w Argentynie, Francji, Holandii, Urugwaju, Kanadzie, USA, Anglii, Hiszpanii i innych krajach.

## Pisma
- Notes sobre art. Barcelona 1913.
- Diàlegs. Terrassa 1915.
- El descubrimiento de sí mismo. Girona 1917.
- Estructura. 1935.
- Historia de mi Vida. Montevideo 1939.
- Universalismo Constructivo: contribución a la unificación del arte y la cultura de América. 1943.